# Château de Marigny-le-Cahouët
Le château de Marigny-le-Cahouët est un château fort médiéval situé sur la commune de Marigny-le-Cahouët, dans le département de la Côte-d'Or, région Bourgogne-Franche-Comté, en France.

## Présentation
Ce château fort de plaine, à environ 60 km au nord-ouest de Dijon, est un exemple de l'architecture militaire bourguignonne du Moyen Âge. Sa construction débute au XIIe siècle, mais il fut complètement remanié aux XVe puis XVIIe siècles, avec l'avènement de nouvelles technologies de combat (couleuvrines, arquebuses, mousquets, canons de plus en plus puissants, etc.).
C'est dans ce château que furent tournés plusieurs films dont les célèbres Angélique Marquise des Anges (1964), Clérambard, Ni vu, ni connu (Yves Robert, 1958) ainsi qu'une version des Trois Mousquetaires (1961).
Le château est propriété privée et ne se visite pas librement, même lors des journées du patrimoine.

## Historique
Les douves sont alimentées par une branche de la Lochère (rivière), un affluent de la Brenne elle-même affluent de l'Armançon.
Le château fait l'objet d'une inscription au titre de Monument historique (« MH »), par arrêté du 22 mars 1929. Le portail, l'avenue arborée, les douves et le pont-levis sont inscrits aux MH depuis le 12 juin 2008.

## Valorisation du patrimoine
Plusieurs scènes de films y ont été tournées comme Ni vu, ni connu en 1958, Angélique, Marquise des anges en 1964, Clérambard en 1969.

## Galerie

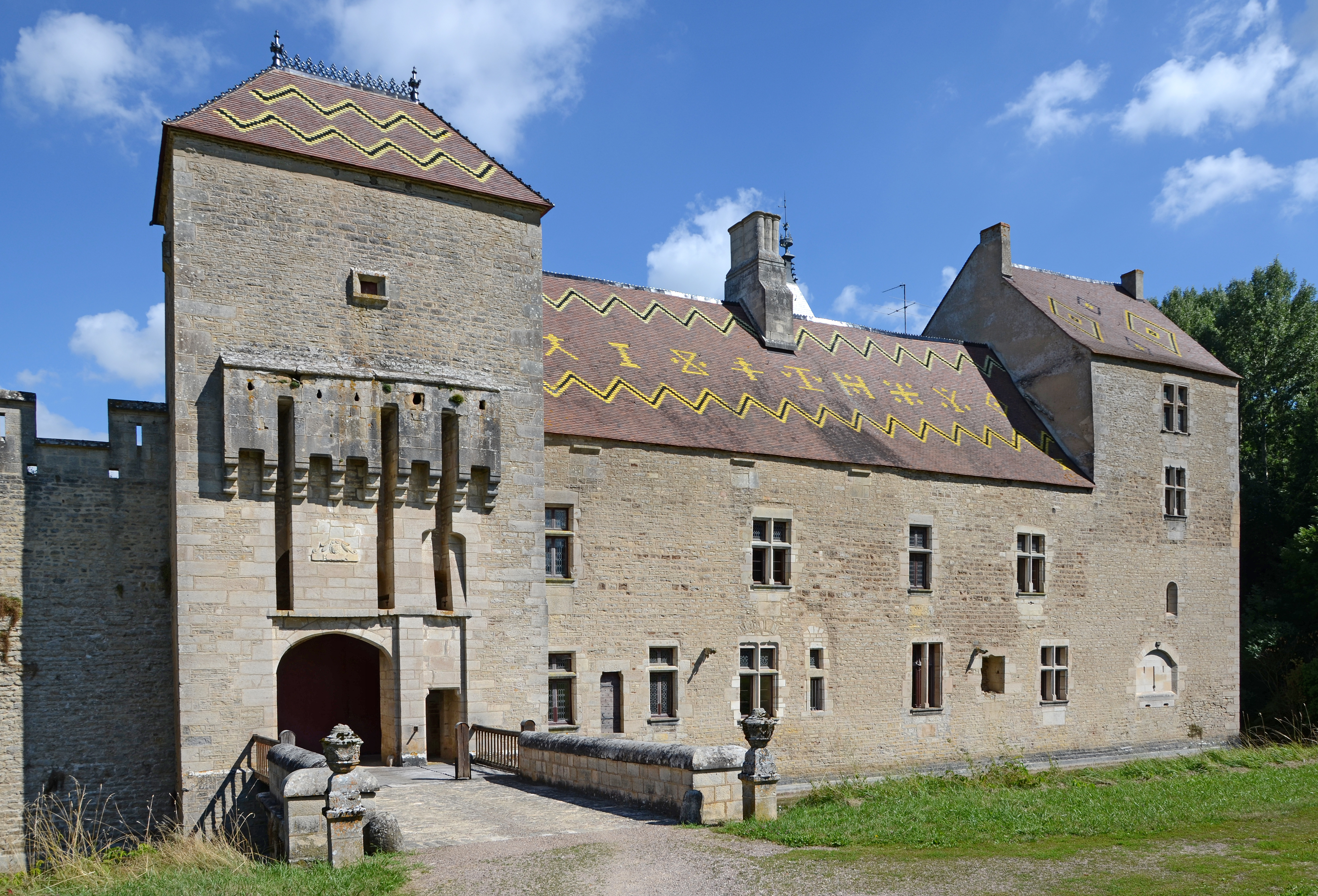
Façade Sud, entrée principale avec pont-levis et portail à carrosse (août 2013)
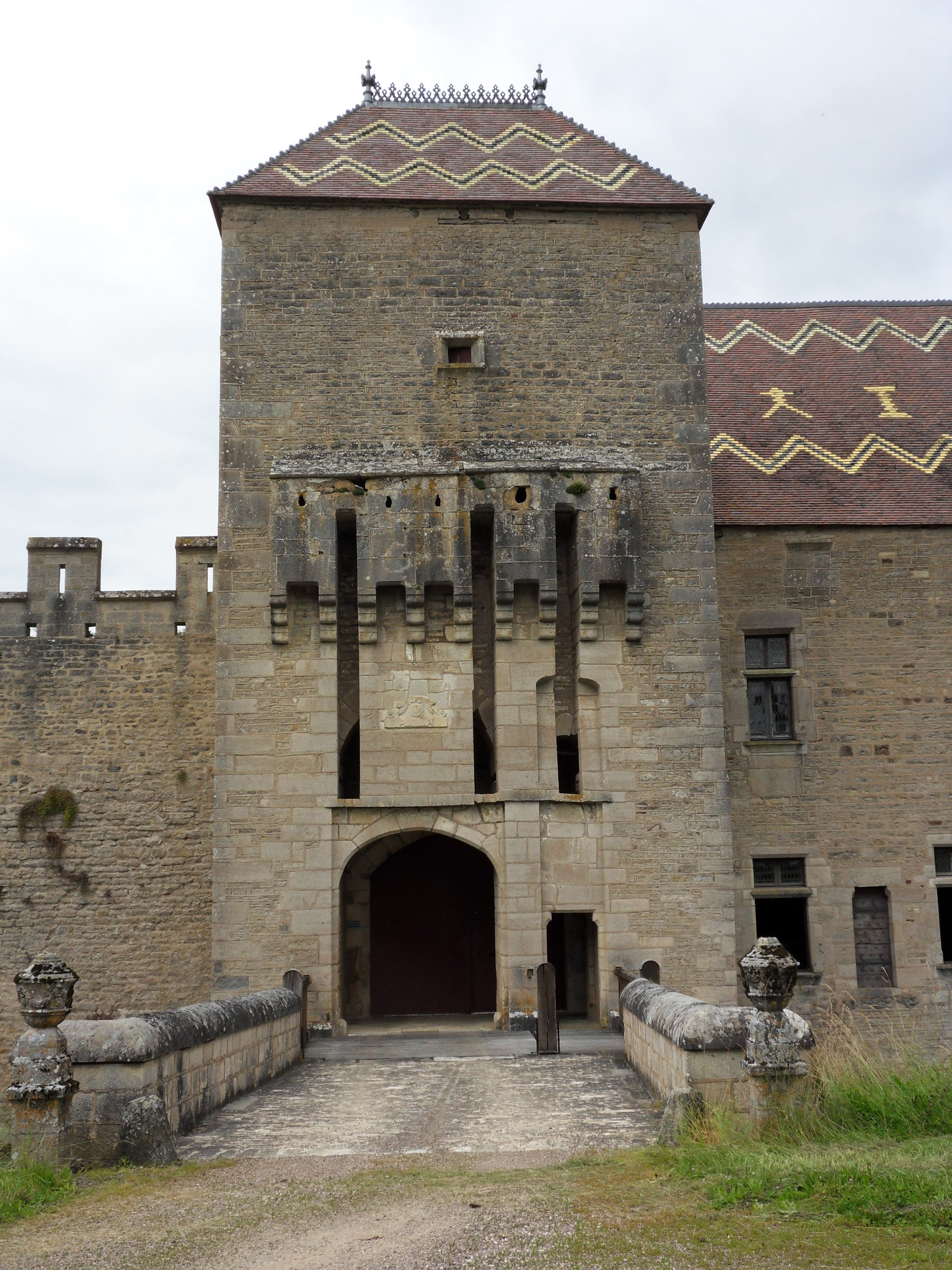
Portail (juin 2013)
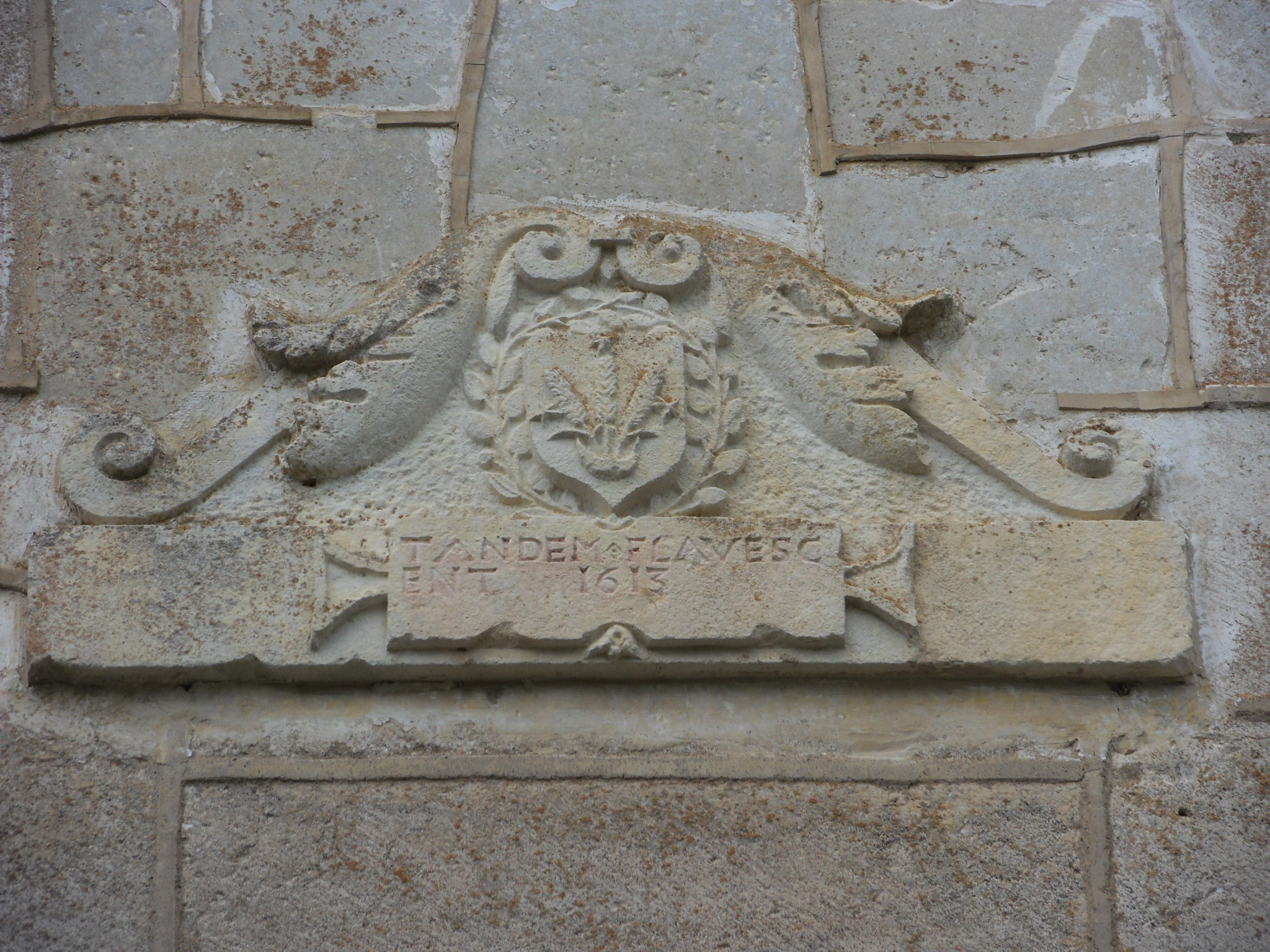
Inscription au fronton du portail (2013)
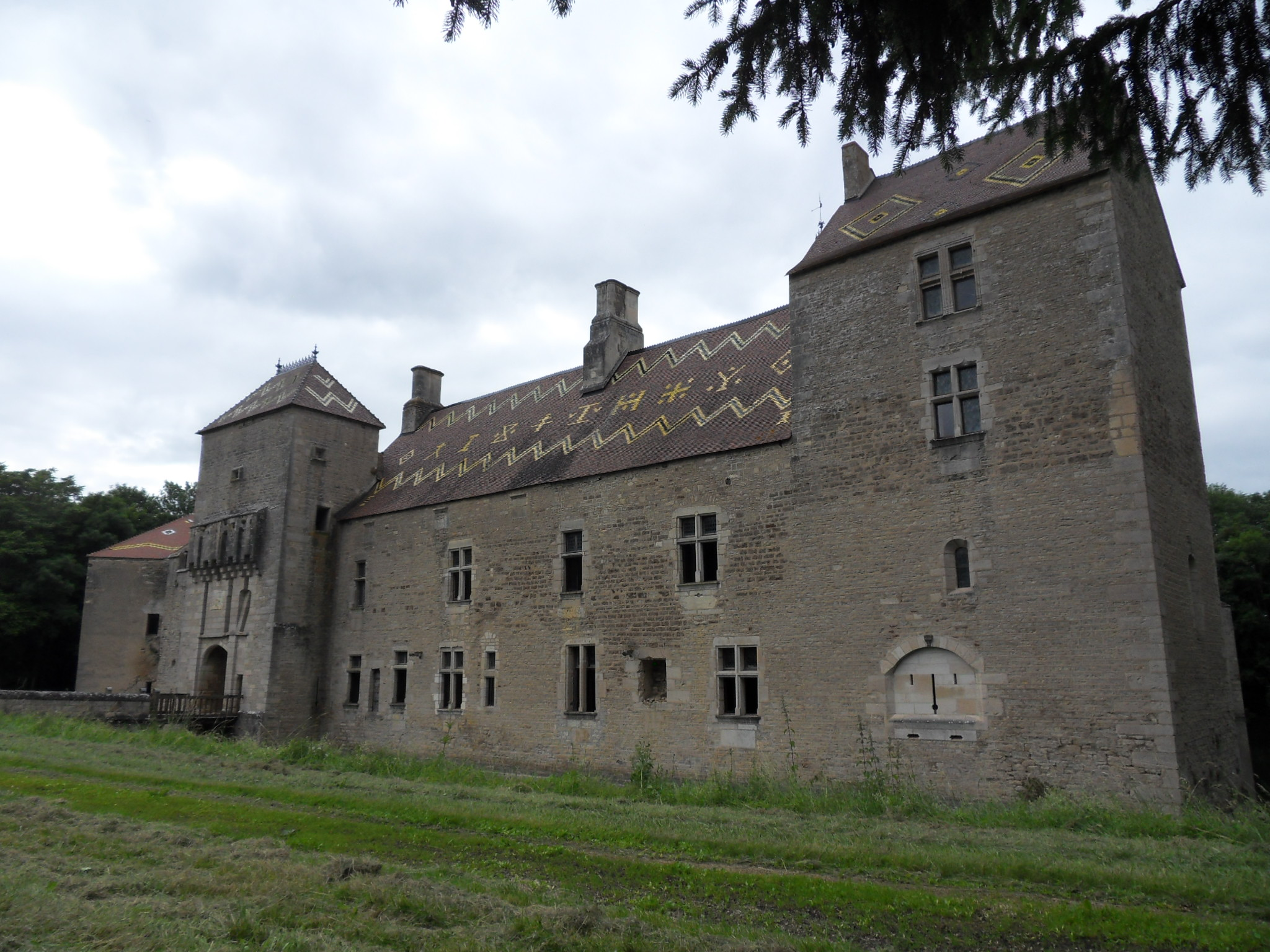
Autre vue de la façade (juin 2013)
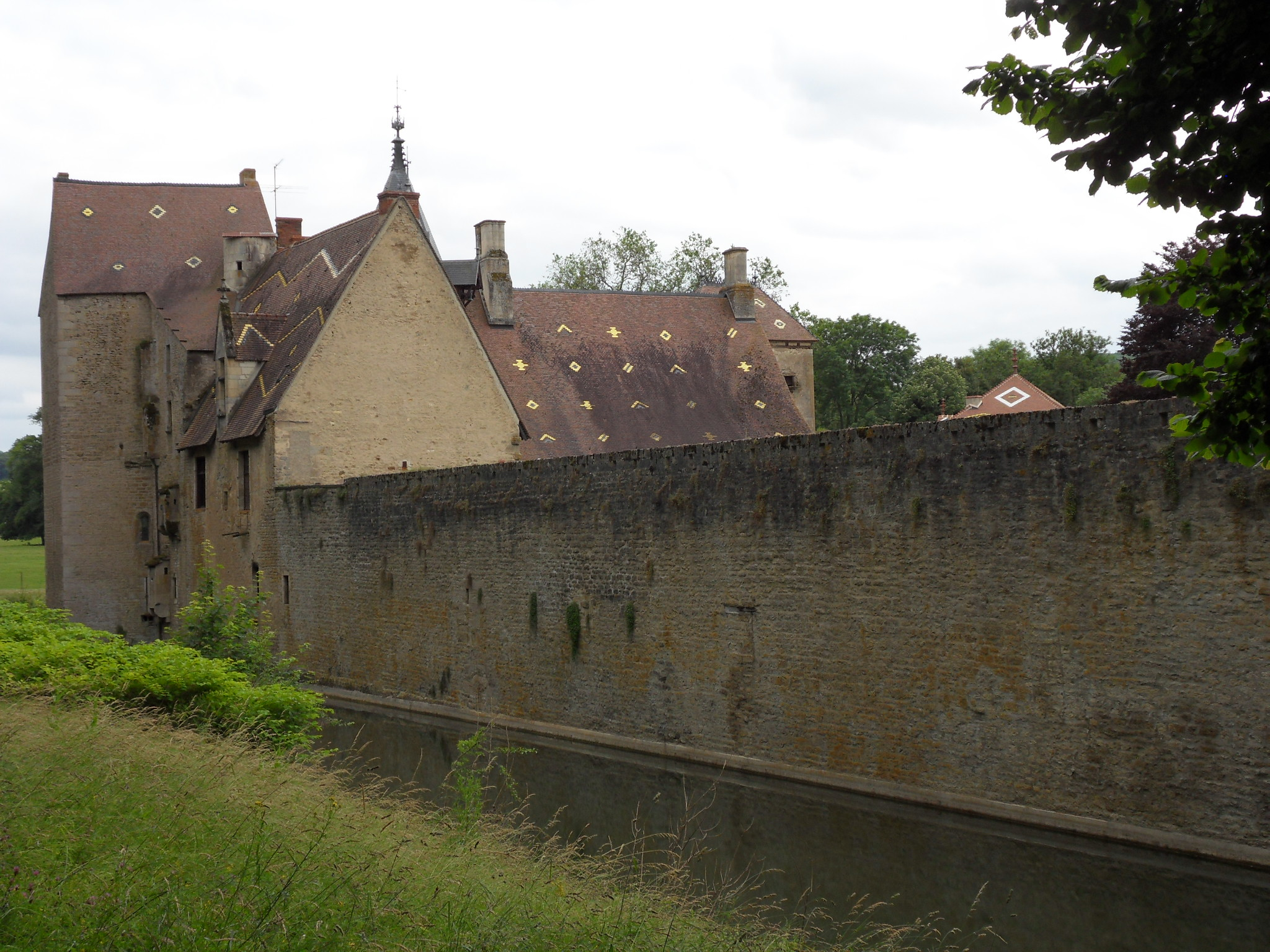
Mur et façade Est (2013)
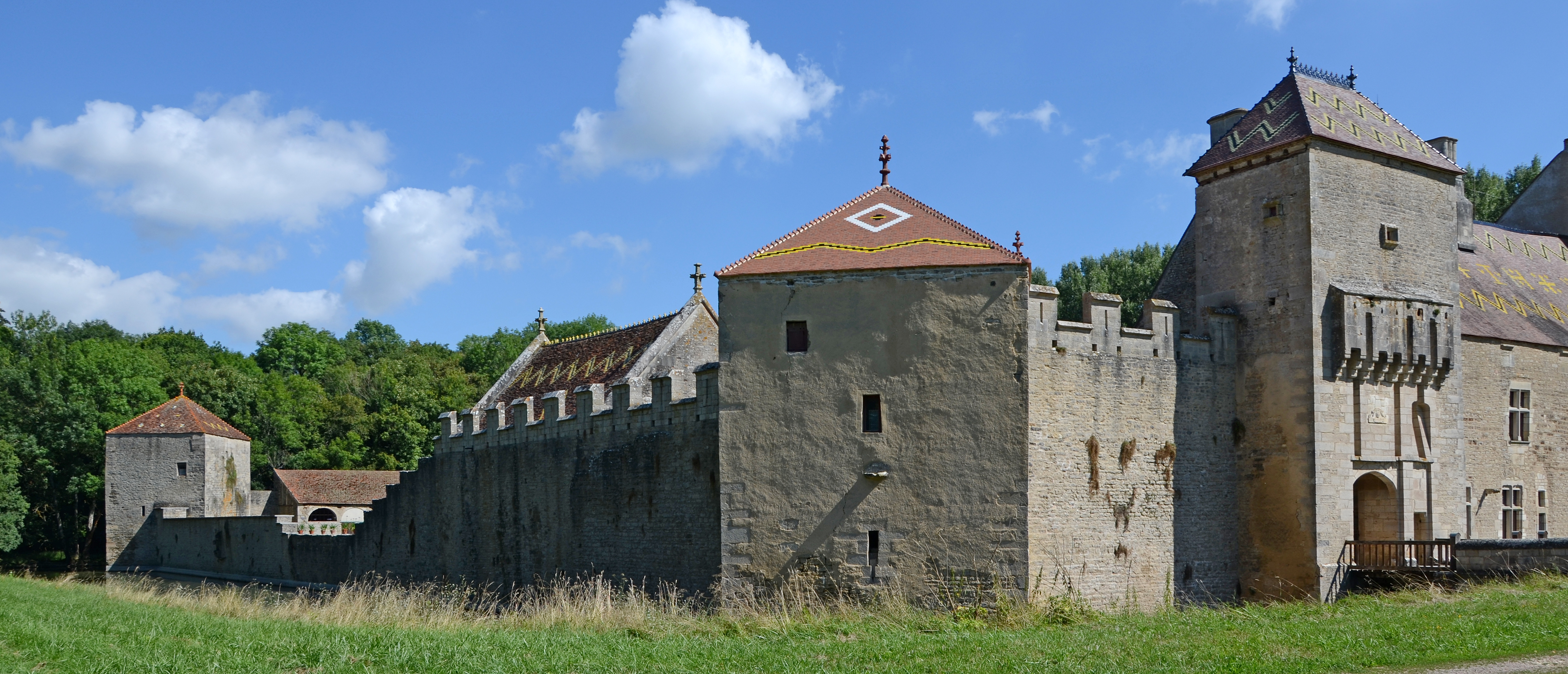
Vue générale Sud-Ouest (août 2013)
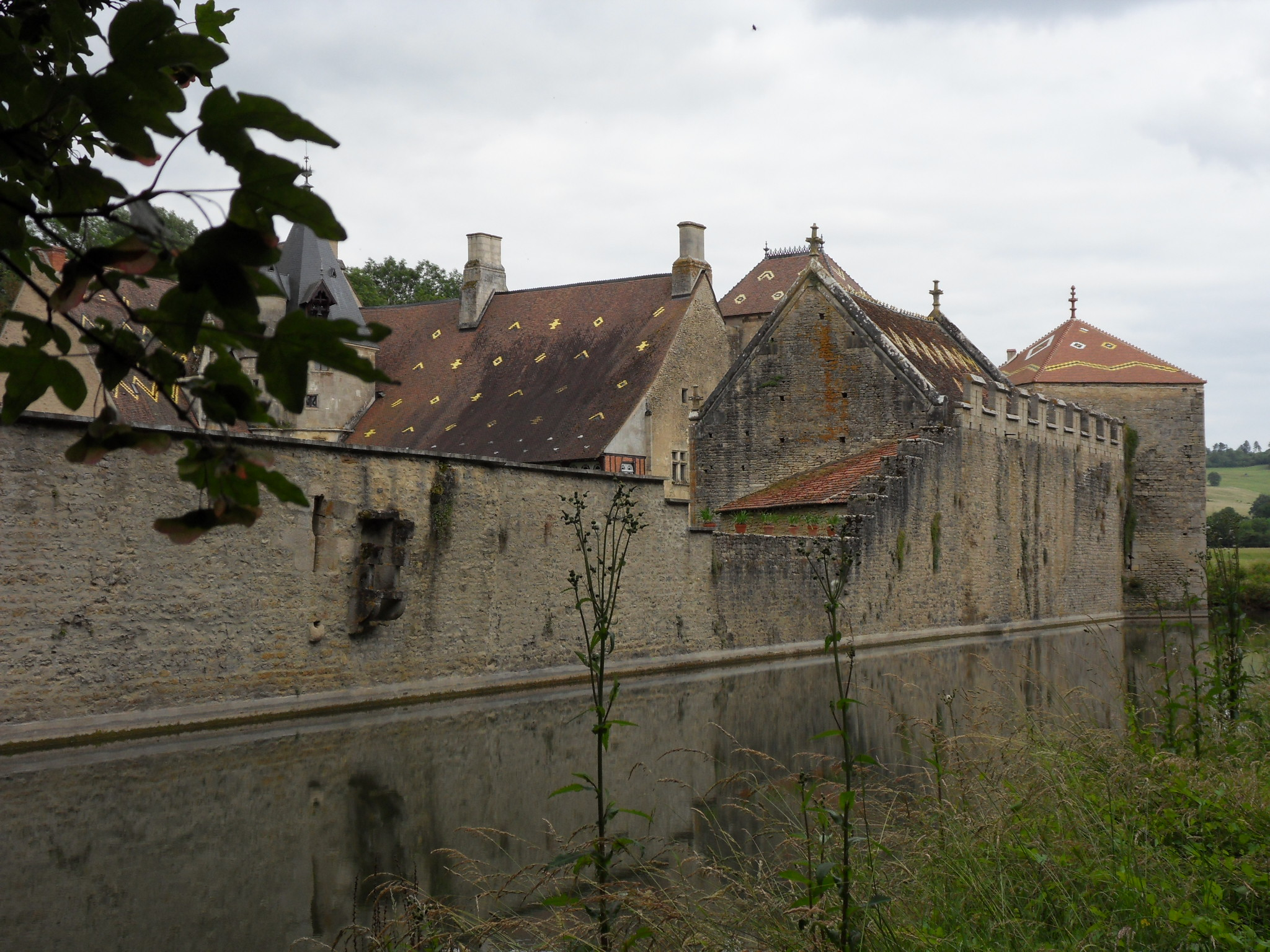
Façade Ouest (2013)
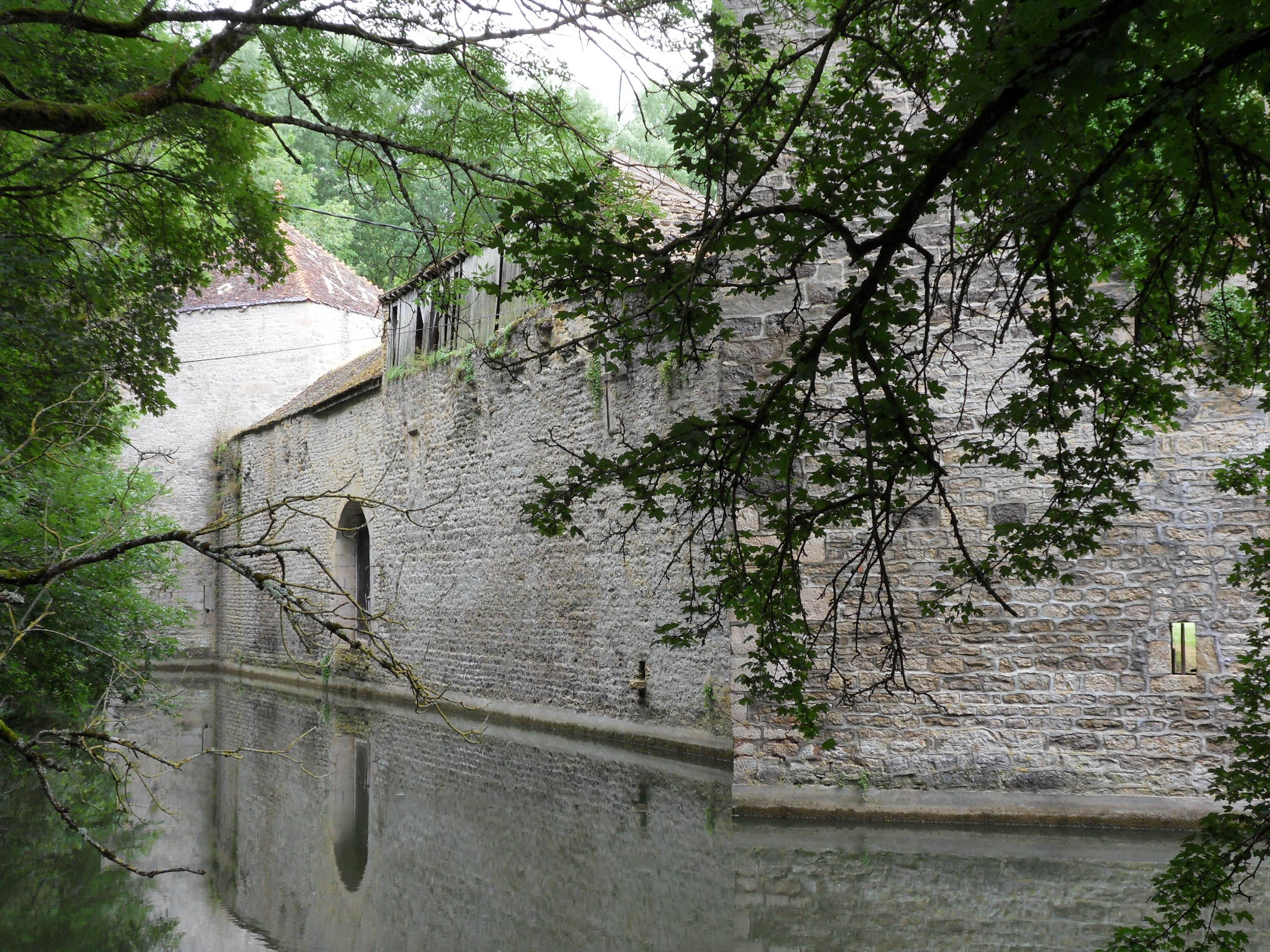
Vue des douves, côté Nord (2013)